# Vavřinec Scipio
Vavřinec Scipio, též Laurentius Knittel (13. listopadu 1611, Oberlangenau (Długopole Górne), Kladsko – 17. července 1691 Osek) byl česko-německý cisterciácký mnich a v letech 1650–1691 v pořadí 33. opat kláštera v Oseku u Duchcova, první po obnově kláštera v roce 1626, generální vikář

## Život

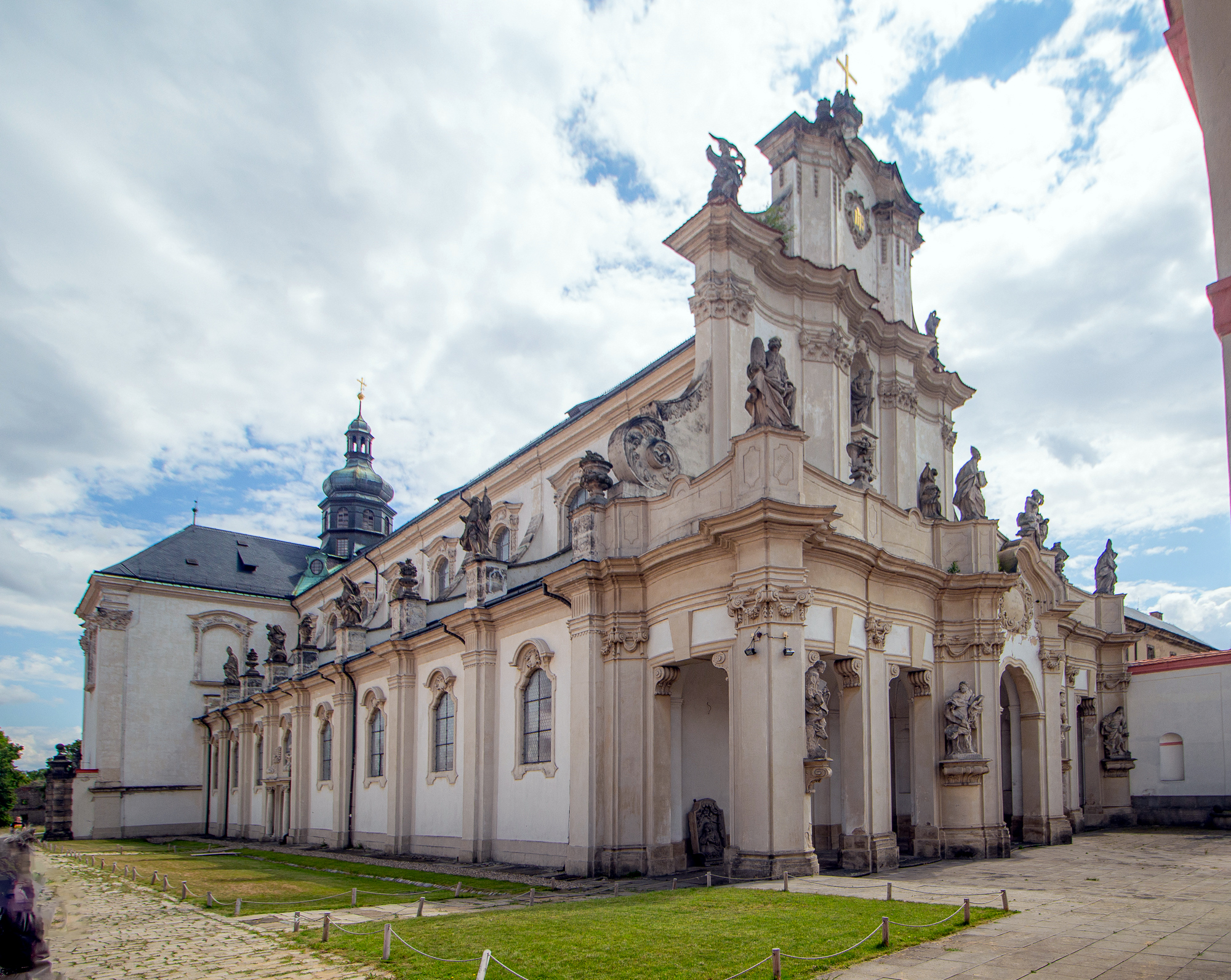
Barokní kostel Nanebevzetí Panny Marie v klášteře

V mládí vstoupil do oseckého kláštera, roku 1635 složil řeholní sliby, roku 1639 přijal kněžské svěcení, a v letech 1648–1650 byl postupně duchovním správcem ve Vtelně, Jeníkově u Duchcova, Hrobě a v Mikulově. 
Dále byl jmenován proboštem kláštera cisterciaček na Starém Brně. 
18. března 1650 byl zvolen oseckým opatem a vedl pak klášter 41 let. Zasloužil se o jeho obnovu po požáru, který klášter postihl v roce 1641. Byl nazýván druhým zakladatelem kláštera, zkonsolidoval rozvrácené klášterní hospodářství, obnovil řemeslnické dílny truhlářů, krejčích a knihvazačů. Vztyčil nový hlavní oltář, nakoupil zvony. Zahájil barokní přestavbu celého areálu, dokončenou pak za opata Littweriga. V západní části areálu zřídil ovocnářskou a zelinářskou zahradu.
Roku 1666 papež Alexandr VII. obnovil českou řádovou provincii cisterciáků, do jejíhož čela se postavil opat Scipio a zastával funkce generálního vikáře a řádového vizitátora.
Roku 1673 byl opat Scipio raněn mrtvicí, po ní se dával stále častěji zastupovat a pobýval často v lázních. V letech 1678–1688 se zdržoval převážně v exilu v Německu, v horním Sasku, protože upadl v nemilost u císaře Leopolda I. Roku 1679 klášter navštívil Bohuslav Balbín.
Do Oseka se Scipio vrátil těžce nemocný, formálně však řídil klášter další tři roky. Zemřel v Oseku 17. července 1691. V září téhož roku zvolila komunita za jeho nástupce Benedikta Littweriga.

## Cesty

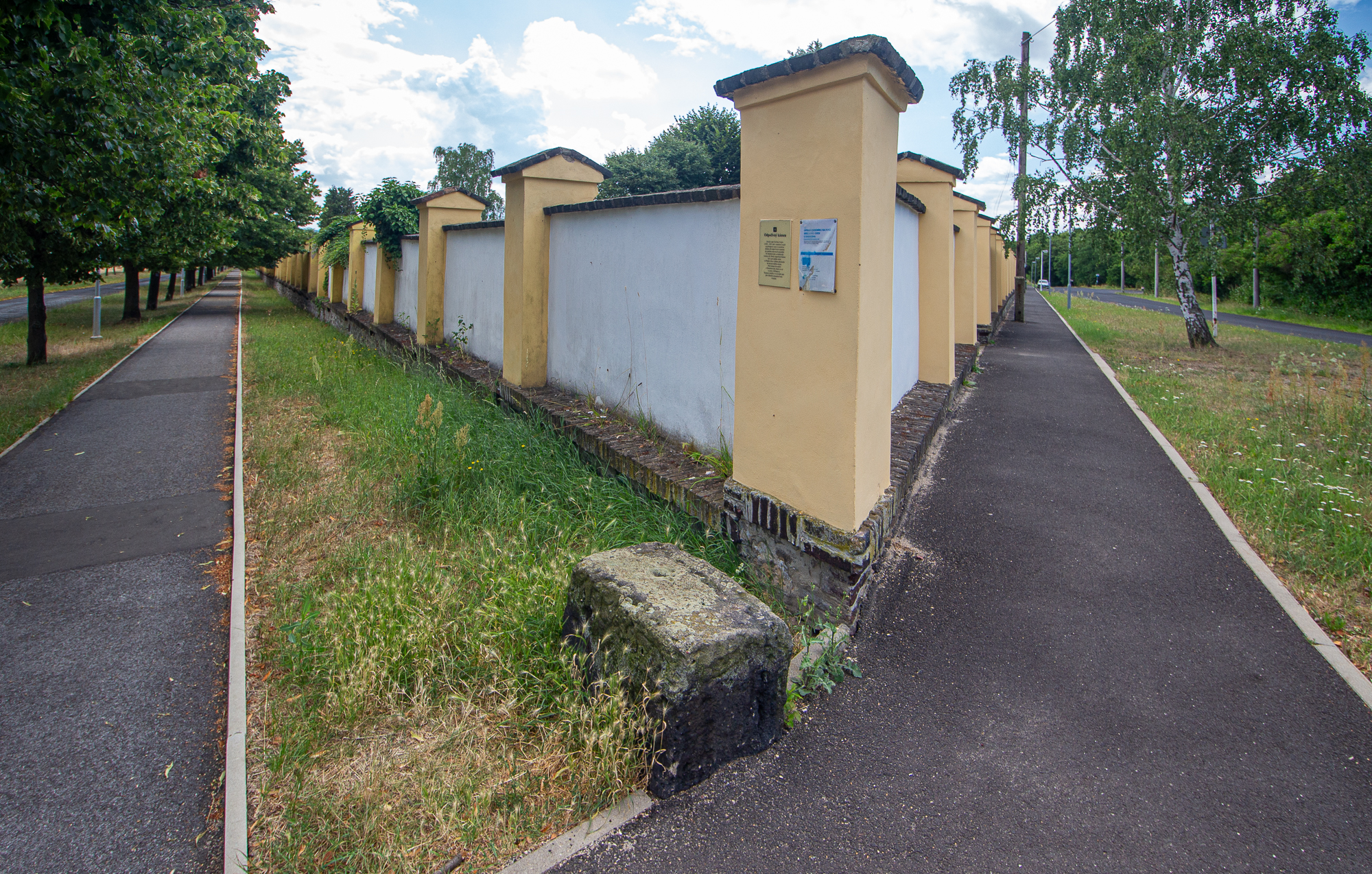
Jeden z odpočivných kamenů opata Scipia u hřbitova v Oseku

K přístupovým cestám ke klášteru a k cestám do poutních míst v okolí Oseka dal v letech 1672–1675 umístit 48 odpočivných kamenů pro poutníky. Na kamenech je vytesán nápis FLAO (Frater Laurentius Abbas Ossecensis - Bratr Vavřinec opat osecký) a letopočet jejich osazení.